# Sixx:A.M.
Sixx:A.M. is een hardrockband uit Los Angeles, Californië, gevormd in 2007 door Nikki Sixx, DJ Ashba en James Michael en is ontstaan als een zijproject van Sixx, die ook de basgitarist is van Mötley Crüe. De groep is het best bekend door hun liedjes "Life Is Beautiful" en "Lies of the Beautiful People". De naam Sixx:A.M. is een combinatie van de achternamen van de drie bandleden (Sixx, Ashba, Michael).
Sixx:A.M. heeft vier studioalbums uitgebracht; The Heroin Diaries Soundtrack (2007), This Is Gonna Hurt (2011), Modern Vintage (2014) en Prayers for the Damned (vol.1) (2016), en drie ep's: X-Mas in Hell (2008), Live Is Beautiful (2008) en 7  (2011).

## Discografie
Tot nu toe heeft Sixx:A.M. vier studioalbums en drie ep's uitgebracht:
- The Heroin Diaries Soundtrack (2007)
- X-Mas in Hell (ep, 2008)
- Live Is Beautiful (ep, 2008)
- 7 (ep, 2011)
- This Is Gonna Hurt (2011)
- Modern Vintage (2014)
- Prayers for the Damned (2016)
- Prayers for the Blessed (2016)

Prayers for the Damned en Blessed zijn een dubbelalbum. Het eerste deel (volume 1) werd op 29 april 2016 uitgebracht. Deel 2 (Prayers for the Blessed) werd op 18 november 2016 uitgebracht.

## The Heroin Diaries Soundtrack

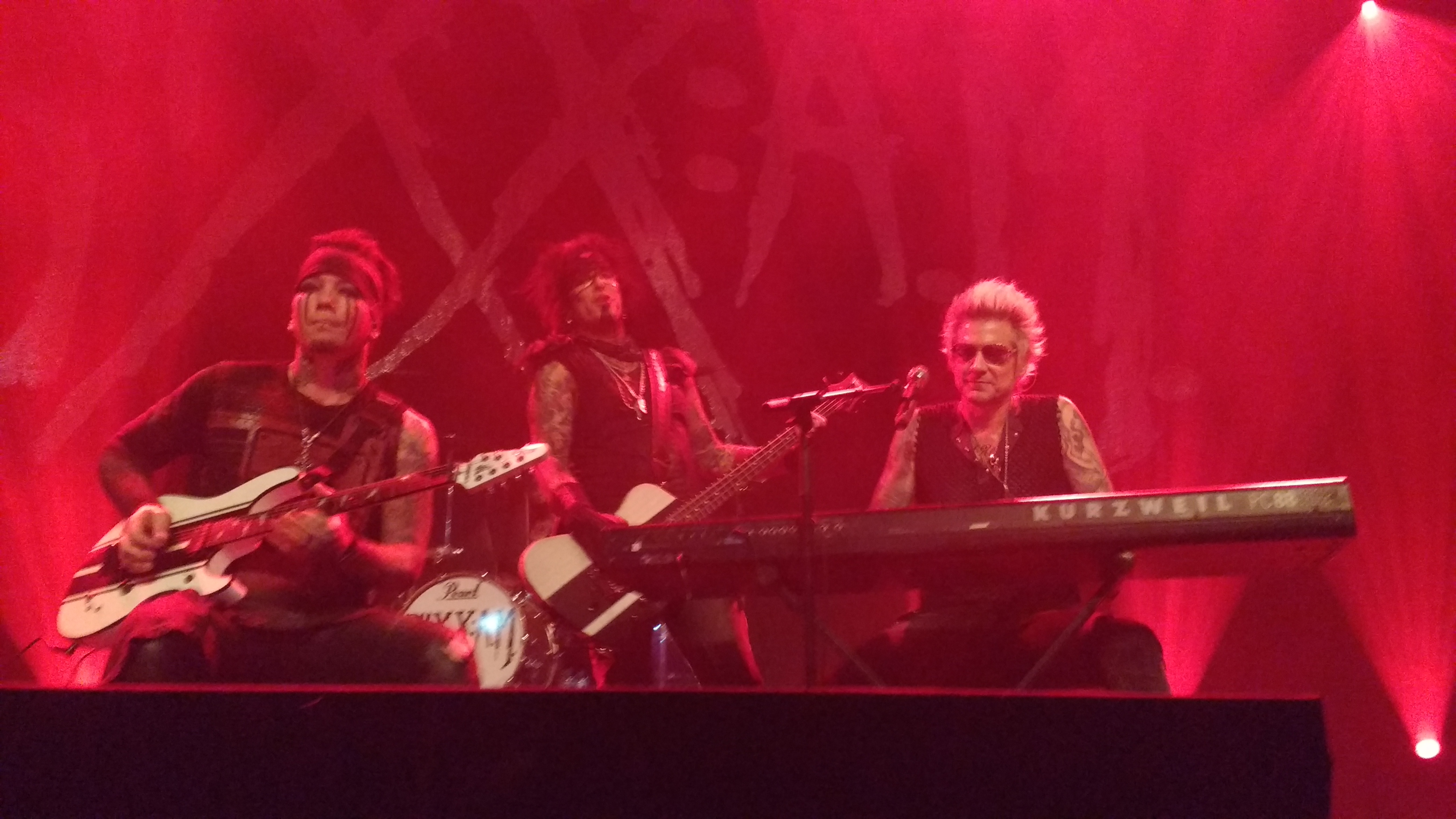
Optreden in Utrecht, 2016

The Heroin Diaries Soundtrack is het eerste studioalbum van Sixx:A.M. Het album werd gemaakt als soundtrack voor het boek The Heroin Diaries: A Year in the Life of a Shattered Rock Star, waarin aan de hand van het dagboek van Nikki Sixx verslag wordt gedaan van zijn heroïneverslaving, een verslaving die hem bijna zijn leven kostte.

Alle teksten zijn geschreven door James Michael, DJ Ashba en Nikki Sixx, behalve waar het anders aangegeven staat. 
| 1.                 | X-Mas in Hell         | Nikki Sixx, DJ Ashba                             | 2:10 |
| 2.                 | Van Nuys              | James Michael                                    | 3:52 |
| 3.                 | Life Is Beautiful     | Sixx, Ashba, Michael                             | 3:36 |
| 4.                 | Pray for Me           | Sixx, Ashba, Michael                             | 4:14 |
| 5.                 | Tomorrow              | Sixx, Scott Stevens, Michael, Ashba, David Walsh | 4:05 |
| 6.                 | Accidents Can Happen  | Sixx, Ashba, Michael                             | 4:07 |
| 7.                 | Intermission          | Sixx, Ashba                                      | 2:20 |
| 8.                 | Dead Man's Ballet     | Michael                                          | 5:25 |
| 9.                 | Heart Failure         | Sixx, Ashba, Michael                             | 4:58 |
| 10.                | Girl with Golden Eyes | Sixx, Ashba, Michael                             | 4:20 |
| 11.                | Courtesy Call         | Michael                                          | 4:41 |
| 12.                | Permission            | Michael                                          | 4:14 |
| 13.                | Life after Death      | Sixx, Ashba                                      | 3:00 |
| Totale duur: 51:01 |                       |                                                  |      |